# Iga Świątek
Iga Natalia Świątek (uttal: [ˈiɡa ˈɕfʲɔntɛk]), född 31 maj 2001 i Warszawa, Polen, är en polsk professionell tennisspelare. Świątek vann Franska öppna 2020 utan att tappa ett enda set under hela turneringen, och blev den första polska tennisspelaren att vinna en Grand Slam-turnering på seniorsidan.

## WTA-finaler

### Singelspel 3 (2–1)
| Resultat | Datum            | Turnering              | Underlag   | Motståndare    | Matchresultat |
| Förlust  | 14 april 2019    | Lugano                 | Grus       | Polona Hercog  | 3–6, 6–3, 3–6 |
| Vinst    | 10 oktober 2020  | Franska öppna          | Grus       | Sofia Kenin    | 6–4, 6–1      |
| Vinst    | 27 februari 2021 | Adelaide International | Hard court | Belinda Bencic | 6–2, 6–2      |

## Utmärkelser

### 2019
- WTA Fan Favorite Shot of the Year

### 2020
- WTA Most Improved Player
- WTA Fan Favorite Singles Player
- Gold Cross of Merit
- European Sportswoman of the Year – Evgen Bergant Trophy

### 2022
- Chris Evert WTA World No. 1 Trophy
- WTA Player of the Year
- ITF World Champion
- WTA Fan Favourite Shot of the Year
- European Sportsperson of the Year
- Polish Sports Personality of the Year

### 2023
- L'Équipe Champion of Champions
- WTA Player of the Year
- Polish Sports Personality of the Year